# Carrière de Rummu
La carrière de Rummu est une carrière de calcaire submergée située à Rummu, dans la commune de Vasalemma, en Estonie. Le nom désigne également le lac.

## Histoire
Active entre les années 1930 et la fin des années 1990, elle a été pendant l'ère soviétique utilisée comme un camp de travail forcé pour les prisonniers des prisons locales.
Après l'arrêt de l'exploitation, la carrière n'étant plus drainée, les eaux souterraines se sont infiltrées au point d'en devenir un lac.
Un terril proche sert de point de vue et des vestiges de bâtiments sont visibles.
Le clip de la chanson Faded (2015) d'Alan Walker y a été tourné.

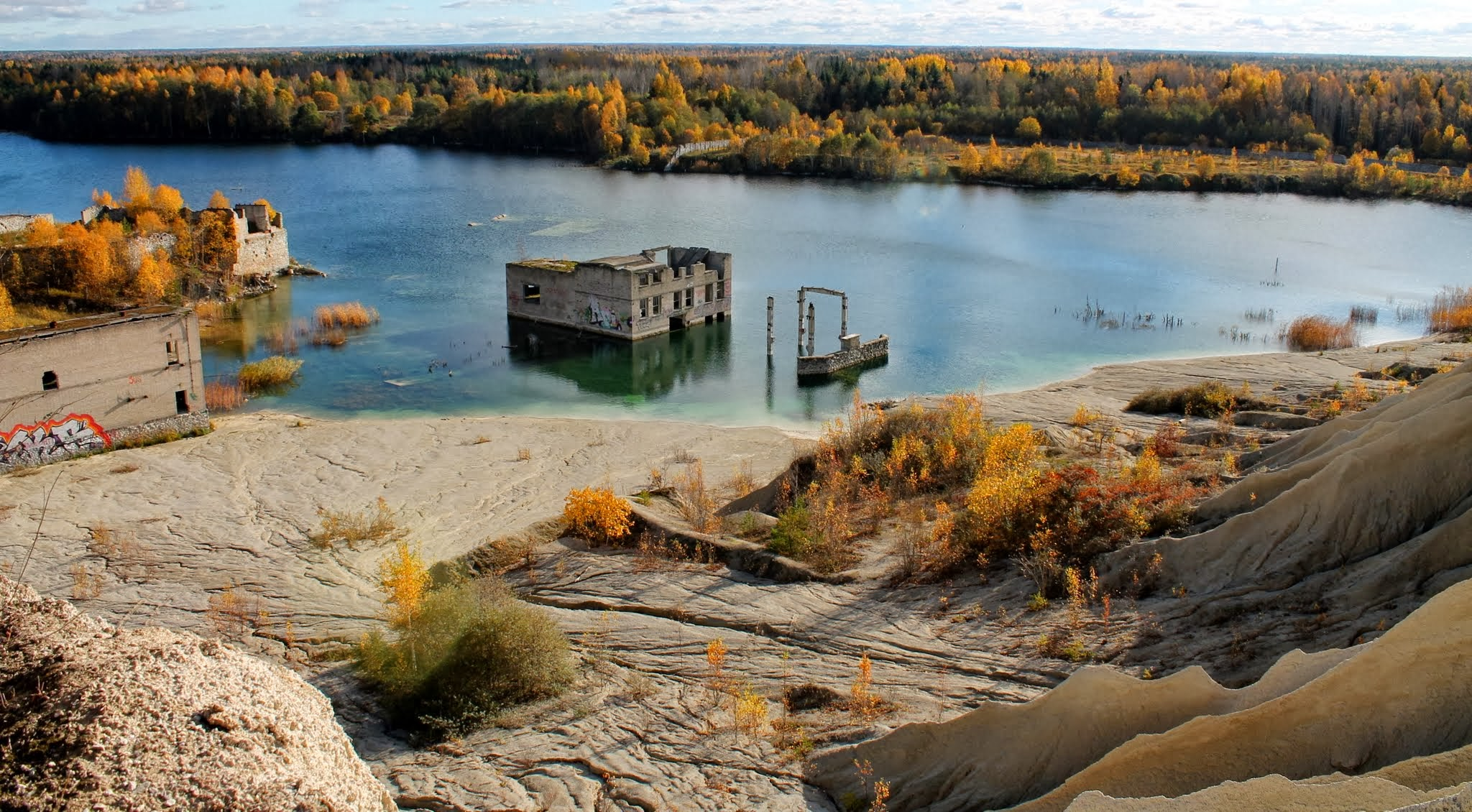
En 2013.
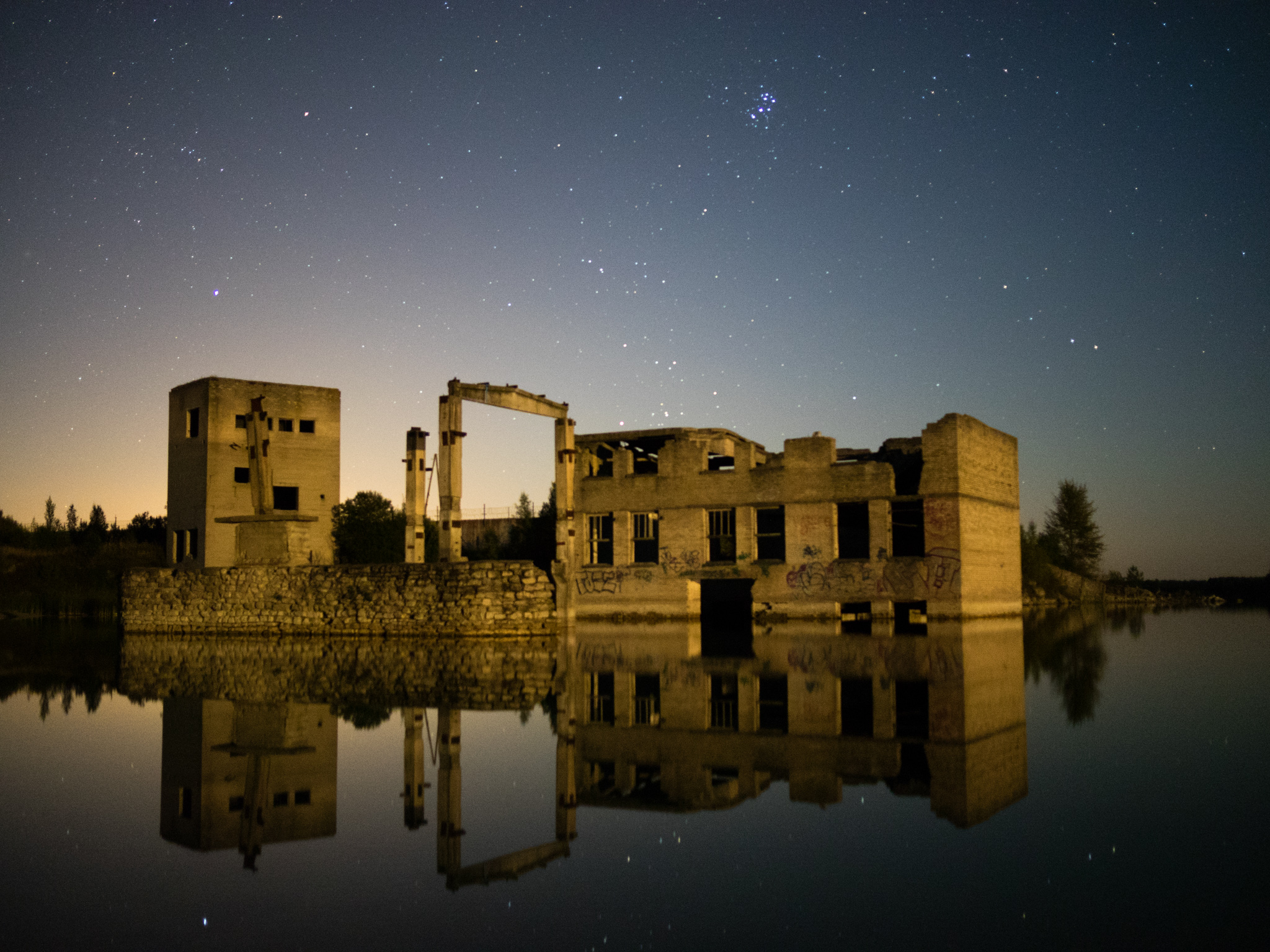
En 2014.